# Грачёв, Павел Сергеевич
Па́вел Серге́евич Грачёв (1 января 1948, Тульская область — 23 сентября 2012, Красногорск, Московская область) — советский и российский государственный и военный деятель, военачальник, Герой Советского Союза (1988), первый заместитель министра обороны СССР (1991—1992), министр обороны Российской Федерации (1992—1996), первый российский генерал армии (май 1992). Участник Афганской войны.

## Военная карьера в СССР
Павел Сергеевич Грачёв родился 1 января 1948 года в деревне Рвы Ленинского района Тульской области в семье слесаря Косогорского металлургического завода Сергея Грачёва (1924—1993). Мать была дояркой в деревне Рвы. В 1964 году окончил школу. С 1965 года в Советской армии, поступил в Рязанское высшее воздушно-десантное командное училище, которое окончил с золотой медалью по специальностям «командир взвода воздушно-десантных войск» и «референт-переводчик с немецкого языка» (1969). В 1969—1971 годах служил в должности командира разведывательного взвода отдельной разведроты 7-й гвардейской воздушно-десантной дивизии в Каунасе (Литовская ССР). В 1971—1975 годах был командиром взвода (до 1972 г.), командиром роты курсантов Рязанского высшего воздушно-десантного командного училища.
С 1975 по 1978 год — командир учебного парашютно-десантного батальона 44-й учебной воздушно-десантной дивизии. С 1978 года являлся слушателем Военной академии им. М. В. Фрунзе, которую окончил в 1981 году с отличием и по окончании которой был направлен в Афганистан. С 1981 года принимал участие в военных действиях в Афганистане: до 1982 года — заместитель командира, в 1982—1983 годах — командир 345-го гвардейского отдельного парашютно-десантного полка (в составе Ограниченного контингента советских войск в Афганистане). В 1983 году, по возвращении в СССР, направлен в Каунас в качестве начальника штаба — заместителя командира 7-й гвардейской воздушно-десантной дивизии. В 1984 году досрочно присвоено звание полковника. При повторном назначении в ДРА в 1985—1988 годах — командир 103-й гвардейской воздушно-десантной дивизии в составе Ограниченного контингента советских войск. Генерал-майор (1.11.1986).
5 мая 1988 года «за выполнение боевых задач при минимальных людских потерях и за профессиональное командование управляемым соединением и успешные действия 103-й Воздушно-десантной дивизии, в частности, по занятию стратегически важного перевала Сатукандав (провинция Хост) в ходе войсковой операции „Магистраль“», генерал-майору Грачёву было присвоено звание Героя Советского Союза (Медаль «Золотая Звезда» № 11573). После возвращения из Афганистана продолжал службу в воздушно-десантных войсках на различных командных должностях. В 1988—1990 годах в Военной академии Генерального штаба Вооружённых сил СССР.
После окончания был назначен первым заместителем командующего Воздушно-десантными войсками. С 30 декабря 1990 года — командующий Воздушно-десантными войсками СССР (должность генерал-полковника, Грачёв на тот момент — генерал-майор). Всего за время военной службы совершил 647 прыжков с парашютом, часть из них — при испытаниях новой техники. Был 8 раз контужен, получил несколько ранений. Генерал-лейтенант (6.02.1991).

## Участие в августовских событиях 1991 года
19 августа 1991 года Грачёв выполнил приказ ГКЧП о введении войск в Москву, обеспечил прибытие в город 106-й гвардейской воздушно-десантной дивизии (г. Тула), взявшей под охрану стратегически важные объекты столицы.

### Переход на сторону Ельцина
Во второй половине дня 20 августа 1991 года вместе с Маршалом авиации Е. И. Шапошниковым, генералами В. А. Ачаловым и Б. В. Громовым высказал руководителям ГКЧП своё отрицательное мнение о плане силового захвата Верховного Совета РСФСР. Затем наладил контакты с российским руководством. По его приказу к Белому дому для его защиты были направлены находившиеся в распоряжении генерала А. Лебедя танки и личный состав. По воспоминаниям Валентина Варенникова, в своих показаниях по «делу ГКЧП» Грачёв заявлял, что никто не собирался штурмовать российский парламент. Впоследствии Грачёв получил повышение: 23 августа 1991 года указом Президента СССР М. C. Горбачёва был повышен в звании до генерал-полковника и назначен первым заместителем Министра обороны СССР — Председателем Государственного комитета РСФСР по оборонным вопросам. 31 августа освобождён от должности командующего ВДВ. 29 октября 1991 года Указом Президента РСФСР Б. Н. Ельцина подтверждено назначение Грачёва председателем республиканского Государственного комитета по оборонным вопросам, но спустя 2 недели в связи с отставкой Совета Министров РСФСР стал и. о. председателя данного госкомитета.
C 29 октября по 6 ноября 1991 года — член Государственного совета при Президенте РСФСР (по должности председателя госкомитета).
Примерно с февраля по 23 июня 1992 года — первый заместитель главкома Объединёнными Вооружёнными силами СНГ — председатель Государственного комитета Российской Федерации по оборонным вопросам; являлся сторонником идеи создания системы единых вооружённых сил СНГ.
С 3 апреля 1992 года — первый заместитель министра обороны России, ответственный за осуществление взаимодействия с Главным командованием Объединённых Вооружённых сил СНГ по вопросам управления воинскими формированиями, находящимися в юрисдикции Российской Федерации.
7 мая 1992 года на него возложено непосредственное управление Вооружёнными силами Российской Федерации; в тот же день ему было присвоено звание генерала армии. Стал самым молодым российским генералом армии (в 44 года).

## Министр обороны
С 18 мая 1992 года — министр обороны Российской Федерации. Сам Павел Грачёв, отвечая на вопрос корреспондента газеты «Труд» Виктора Хлыстуна о причинах своего назначения на пост первого министра обороны России после распада СССР, вспоминал:

— Министерством обороны СССР руководил Шапошников, реально ядерная кнопка находилась у него. Так продолжалось до мая 1992-го года. Тогда Ельцин опять меня вызвал. Бывшие республики СССР заимели к тому времени армии и министерства. Президент объявил мне: я решил создать Министерство обороны России вместо комитета. Шапошников будет в СССР, а вы — в России. Назначаю вас министром. Я говорю — рано, Борис Николаевич, ставьте Шапошникова, у него опыт есть, а меня — его первым замом. На том и порешили вроде, но на следующий день, 10 мая 1992 года, Борис Николаевич звонит и говорит с некоторой иронией, что ли: ну вот что, Павел Сергеевич, раз вы не согласны, раз не хотите помогать президенту, то я сам буду министром обороны. А вы моим заместителем. Так что первым министром обороны России был Ельцин… Через неделю звонок: как у нас положение в войсках? Голос уставший. Он часто голосом передавал настроение, играл. Я отвечаю, всё в порядке. И тут Ельцин как бы жалуется: знаете, я так устал быть министром! Поэтому подписал Указ о вашем назначении.
— Интервью «Павел Грачёв: „Меня назначили ответственным за войну“», газета «Труд» № 048 за 15.03.2001.
Большинство высшего руководства Министерства сформировал из числа генералов, которых лично знал ещё по совместной службе в Афганистане. Выступал против ускоренного вывода частей российских войск, дислоцированных за пределами бывшего СССР, в Прибалтике, Закавказье и некоторых районах Средней Азии, обосновывая это тем, что Россия пока не располагает ресурсами, необходимыми для решения социально-бытовых проблем военнослужащих и членов их семей. Стремился не допустить ослабления единоначалия в армии, её политизации: им были запрещены Всероссийское офицерское собрание, Независимый Профсоюз военнослужащих и прочие политизированные армейские организации.

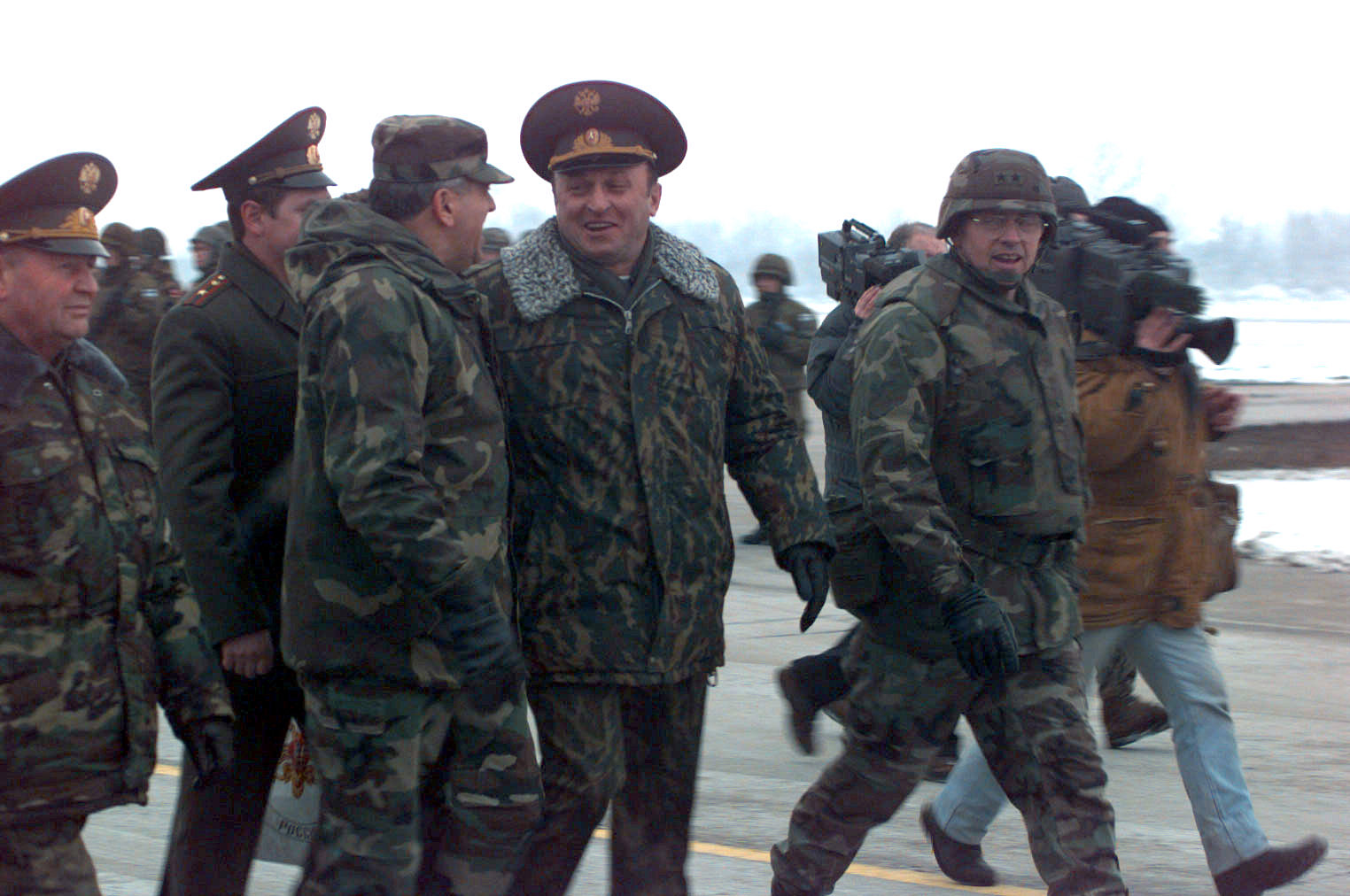
Министр обороны РФ Павел Грачёв и Главнокомандующий объединёнными силами в Европе Джулван, Джордж в Боснии и Герцеговине. 1996

В июне 1992 года Грачёв приказал передать Дудаеву половину всего оружия российской армии, имевшегося на территории Чечни. По словам Грачёва, это был вынужденный шаг: боеприпасы всё равно фактически находились в распоряжении боевиков, к тому же вывезти их не представлялось возможным из-за отсутствия эшелонов и военнослужащих. Спустя 2,5 года это оружие стреляло по российским солдатам.
23 декабря 1992 года, при формировании нового состава Совета Министров, Грачёв был переназначен на пост министра обороны.
В первое время почти не подвергался критике ни со стороны Президента России, ни со стороны коммунистической оппозиции. Заявлял, что «армия … не должна вмешиваться в разрешение внутриполитических проблем, какими бы острыми они не являлись». Однако после своих заявлений во время конституционного кризиса в стране осенью 1993 года о поддержке Президента армией, отношение оппозиции к Грачёву изменилось на резко критическое. В марте 1993 года Грачёв, как и другие силовые министры, явно дал понять, что принял сторону Президента. Во время начавшихся в Москве 3 октября беспорядков, после некоторого промедления, вызвал в город войска, которые на следующий день после танкового обстрела штурмом взяли здание парламента.
В мае 1993 года был введён в состав рабочей комиссии по доработке проекта новой Конституции России.
20 ноября 1993 года указом Президента назначен членом Совета Безопасности России.

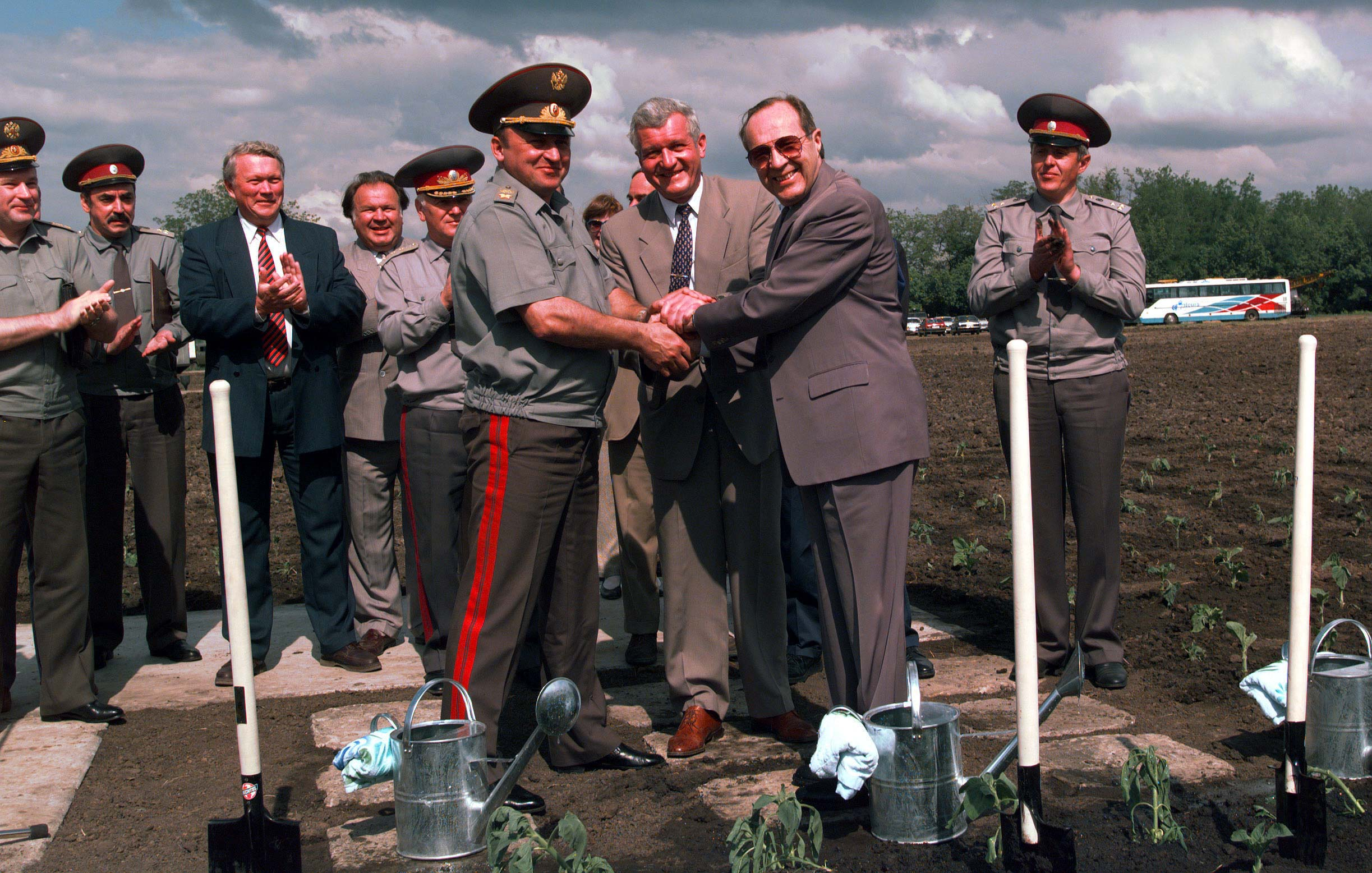
Министр обороны РФ генерал армии П. С. Грачёв, министр обороны Украины В. Н. Шмаров и министр обороны США Уильям Перри. 4 июня 1996 года.

30 ноября 1994 года указом Президента России был включён в Группу руководства действиями по разоружению бандформирований в Чечне. В последнем своём телеинтервью каналу «Ностальгия» (2011) Грачёв сообщил, что дважды выступал на заседаниях Совета Безопасности РФ против ввода войск в Чечню, однако не встретил понимания руководства страны — Б. Ельцина и, в особенности, В. Черномырдина, который даже предлагал за пацифистские настроения немедленно отправить министра обороны в отставку. В декабре 1994 — январе 1995 года из штаба в Моздоке лично руководил боевыми действиями российской армии в Чеченской Республике. После провала нескольких наступательных операций в Грозном вернулся в Москву. С этого времени в периодике всего политического спектра подвергался резкой критике за фактический отказ от преобразований в армии, за её неудачи в восстановлении порядка в Чечне и «за политику, проводимую в корыстных интересах высшего генералитета». Выступал за поэтапное сокращение Вооружённых сил на период до 1996 года, считал, что армию нужно формировать по смешанному принципу с последующим переходом на контрактную основу.
Указом Президента от 17 июня 1996 года отправлен в отставку. Решение было принято в результате предвыборной договорённости президента РФ Б. Н. Ельцина и генерала А. И. Лебедя.

## Последующая деятельность
После ухода с должности Павел Грачёв до осени 1997 года находился в распоряжении Верховного Главнокомандующего.
18 декабря 1997 года согласно специальному указу Президента России приступил к обязанностям советника генерального директора компании «Росвооружение». 27 апреля 1998 года назначен главным военным советником генерального директора ФГУП «Росвооружение» — «Рособоронэкспорт», официально приступив к исполнению обязанностей.
Избран президентом Регионального общественного фонда содействия и помощи ВДВ «ВДВ — боевое братство» в апреле 2000 года.
25 апреля 2007 года СМИ со ссылкой на председателя Союза десантников России генерал-полковника Владислава Ачалова сообщили, что Грачёв был уволен из группы советников гендиректора «Рособоронэкспорта» «в связи с оргштатными мероприятиями». В тот же день пресс-служба ведомства уточнила, что, во-первых, произошло это ещё 26 февраля, а во-вторых, связано с тем, что с 1 января в соответствии с Федеральным законом «О внесении изменений в отдельные законодательные акты России по вопросам прикомандирования и перевода военнослужащих, а также приостановления военной службы» институт прикомандирования военнослужащих к «Рособоронэкспорту» упразднён, после чего несколько из них, в том числе и генерал армии Павел Грачёв, по личной просьбе были представлены к откомандированию для дальнейшего прохождения военной службы в распоряжение министра обороны России.
С 2007 года — главный советник — руководитель группы советников генерального директора Омского производственного объединения «Радиозавод им. А. С. Попова». В том же году был уволен в запас.
21 октября 2011 года Грачёв дал последнее прижизненное интервью, которое взяли у него председатель Госкомимущества в 1996—1997 годах Альфред Кох и бизнесмен, министр внешних экономических связей России в 1992 году Пётр Авен; текст был опубликован в журнале Forbes 8 ноября 2012 года.

## Воинские звания
- Полковник (1984)
- Генерал-майор (1 ноября 1986 года)
- Генерал-лейтенант (6 февраля 1991 года)
- Генерал-полковник (23 августа 1991 года)
- Генерал армии (7 мая 1992 года)

## Скандалы и их расследования
По утверждениям противников, Грачёв был причастен к делу о коррупции в Западной группе войск в 1993—1994 годах. По мнению секретаря Совета Безопасности А. И. Лебедя, именно эти хищения стали одной из причин первой войны в Чечне.
Против Грачёва в российских СМИ многократно выдвигались обвинения в незаконном приобретении импортных автомобилей марки «Мерседес», оформленных не без помощи командования Западной группой войск. Ни одно из этих обвинений не было оспорено Павлом Сергеевичем в судебном порядке, но и к ответственности он тоже не привлекался.

Вопрос: Помните, в бытность министром обороны Павел Грачёв закупил в Германии два Mercedes-500? Тогда с лёгкой руки газеты «Московский комсомолец» Грачёва прозвали «Паша-Мерседес». И кличка так к нему приклеилась, что многие помнят до сих пор.
Ответ: Грачёв через генерал-полковника Матвея Бурлакова, командовавшего войсками, которые выводились из Германии, непонятно каким образом закупил те злополучные автомобили. Правда, не для себя, а для служебных нужд.
— полковник Игорь Конашенков
Павлу Грачёву принадлежала знаменитая фраза, сказанная перед началом операции федеральных войск в Чечне, о том, что можно навести порядок в республике за два часа силами одного парашютно-десантного полка. Эта фраза была произнесена после провала попытки захвата Грозного чеченской оппозицией при поддержке российских танкистов в ноябре 1994 года. В 2000 году в интервью газете «Аргументы и факты» он сказал, что журналисты вырвали цитату из контекста:

— Павел Сергеевич, а как же ваше печально знаменитое обещание взять Грозный за два часа силами одного парашютно-десантного полка?
— А я и сейчас от него не отказываюсь. Только выслушайте полностью то моё высказывание. А то ведь выхватили из контекста большого выступления лишь одну фразу — и давай муссировать. Речь шла о том, что если воевать по всем правилам военной науки: с неограниченным применением авиации, артиллерии, ракетных войск, то остатки уцелевших бандформирований действительно можно было уничтожить за короткое время одним парашютно-десантным полком. И я действительно мог это сделать, но тогда у меня были связаны руки.

В январе 1995 года Грачёв на пресс-конференции после «новогоднего штурма» Грозного сказал:

Эти восемнадцатилетние юноши за Россию умирали, и умирали с улыбкой. Им нужно памятники ставить, а их порочат. Вот этот… Вот этот миротворец-депутат… Ковалёв. Да ему клейма некуда ставить, клейма некуда ставить. Это враг России, это предатель России. А его там, везде там встречают. Этот Юшенков, этот гадёныш! Его по-другому, его нельзя сказать, хает армию, которая дала ему образование, дала ему звание. К сожалению, в соответствии с постановлением, он ещё является полковником российской армии. И он, этот гадёныш, защищает тех негодяев, которые хотят развалить страну.

Грачёва подозревали в причастности к убийству журналиста «Московского комсомольца» Дмитрия Холодова в октябре 1994 года. На уголовном процессе в военном суде, где обвиняемыми проходили офицеры 45-го полка ВДВ, в 2001 году экс-министр был вынужден выступить в качестве свидетеля. Процесс завершился оправданием всех подсудимых, преступление осталось нераскрыто.

## Оценки

### Положительные
Геннадий Трошев, генерал-полковник, Герой России в своих мемуарах «Моя война. Чеченский дневник окопного генерала» дал свою, разностороннюю оценку Грачёва, уделив место и отрицательным сторонам его деятельности, и положительным:

Грачёв — опытный вояка, все командные должности прошёл,
«духов» в Афгане громил, в отличие от большинства из нас, ещё не наживших боевого
опыта, и от него мы ждали каких-то нестандартных решений, оригинальных
подходов, в конце концов, полезной, «обучающей» критики.
Но, увы, свой афганский опыт он будто в запасник музея спрятал, не
наблюдали мы у Грачёва какого-то внутреннего горения, боевого азарта…
Поставьте старого преферансиста рядом со столом, где идёт игра, — он
изведётся весь от желания включиться в борьбу за прикуп. А тут — какая-то
индифферентность, даже отстранённость.
…
Боюсь, многих это моё признание разочарует, но я продолжаю утверждать,
что во многом благодаря Грачёву армия не рассыпалась в прах в начале 1990-х,
как многое в тот период. Военные знают и помнят, что именно Павел Сергеевич
понапридумывал массу «хитростей», чтобы увеличить денежное довольствие
офицерам: то надбавка за «напряжёнку», то пенсионные «накрутки», то оплата
за «секретность» и т. п. А разве не его в том заслуга, что не дал крушить
армию под видом военной реформы, как того требовали младореформаторы. Уступи
он тогда в главном, не было бы сегодня у России армии, как нет у неё, по
большому счёту, экономики.
— Геннадий Трошев. «Моя война. Чеченский дневник окопного генерала», воспоминания, книга.
Герой России генерал армии Пётр Дейнекин:

С Павлом Грачёвым мы занимались и выводом войск из бывших республик СССР, и строительством Российской армии, и реформами, и первой чеченской войной. О нём в так называемой «независимой» прессе и электронных СМИ было напечатано и сказано немало несправедливых слов, но, на мой взгляд, он был самым сильным из тех министров обороны, под чьим руководством мне довелось служить. Запомнился как порядочный человек и отважный десантник, совершивший большинство своих парашютных прыжков на испытаниях новой техники. Я его искренне уважаю…

### Отрицательные
Генерал армии Родионов, Игорь Николаевич:

Грачёв у меня в 40-й армии был хорошим командиром дивизии ВДВ. Выше этого уровня он так и не поднялся. Министром же он стал лишь потому, что вовремя перебежал на сторону Ельцина

По мнению главы Общественного совета при Минобороны РФ Игоря Коротченко, который в 1994 году потерял своё место в Генштабе именно при Грачёве, у экс-министра были недостатки, главными из которых являлось втягивание армии во внутриполитический конфликт 1993 года, а также неготовность армии к войне в Чечне, но были и позитивные моменты. Главный плюс его деятельности — сохранение контроля над ядерным оружием.
Маршал Советского Союза Дмитрий Язов:

Есть ли у меня люди, которым не подам руки? Есть. Те, кто стране изменил. Паше Грачёву не подавал. У него многое было на цинизме замешано.

К Грачёву я хорошо относился. Но он не был стратегом. Как готовилась операция в Чечне? Грачёв должен был знать: десантные войска никогда не штурмовали города. Это была непростительная ошибка. А по тому, какие потери понесла армия, — и преступление. Но уж очень рвался президенту угодить. Он в Чечне оружия на три дивизии оставил, с техникой…

## Болезнь и смерть

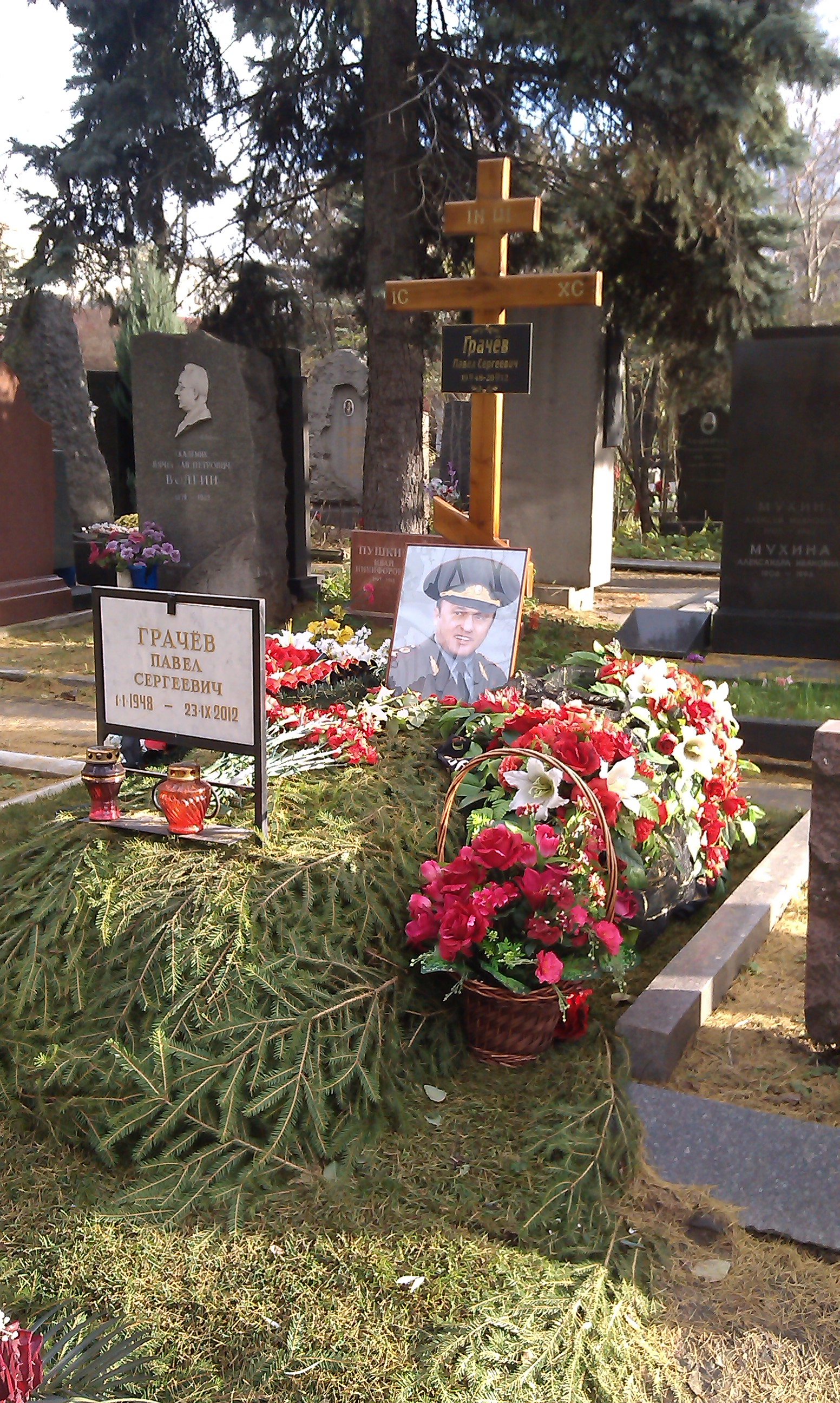
Могила Павла Грачёва на Новодевичьем кладбище

В ночь на 12 сентября 2012 года Грачёв в тяжёлом состоянии госпитализирован в 50-е кардиологическое отделение реанимации и интенсивной терапии Центрального военного клинического госпиталя им. А. А. Вишневского в подмосковном Красногорске. По данным информагентств и печати, у Грачёва произошёл тяжёлый гипертонический криз с церебральными проявлениями, однако не исключалось и отравление. Бывший пресс-секретарь Минобороны России Виктор Баранец уточнил, что в последние годы жизни П. С. Грачёв страдал от неизлечимого заболевания, болезнь доконала его, и случай, преподнесённый общественности как отравление, на самом деле был попыткой самостоятельно уйти из жизни. Согласно официальному сообщению Минобороны России, Грачёв умер от острого менингоэнцефалита — воспаления мозга.
Скончался 23 сентября 2012 года в 3-м Центральном военном клиническом госпитале имени А. А. Вишневского на 65-м году жизни.
Панихида состоялась 25 сентября 2012 года в Культурном центре Вооружённых сил Российской Федерации. Похоронен с воинскими почестями на Новодевичьем кладбище.

## Память
- 24 сентября 2013 года на могиле Павла Грачёва был открыт памятник. На церемонии открытия присутствовали вдова Любовь Грачёва, Министр обороны Российской Федерации Сергей Шойгу, командующий Воздушно-десантными войсками Владимир Шаманов. Создание скульптуры — совместный проект Российского союза ветеранов Афганистана и Министерства обороны России. По желанию вдовы Любови Алексеевны скульптор Алексей Игоревич Игнатов фигуру генерала Грачёва выполнил в полный рост[источник не указан 90 дней]. Открытие памятника осудила КПРФ, напомнив о причастности Грачёва к расстрелу Белого дома в октябре 1993 года и о его действиях в Первую чеченскую войну[52].
- Мемориальная доска в память о Грачёве установлена на здании школы № 6 в посёлке Косая Гора в городе Туле (ныне — МБОУ «Центр образования № 6»)[53].

## В культуре
- Упоминается в фильме «Чистилище» 1997 года в негативном контексте: герой Виктора Степанова называет саркастически «хорошим подарком Джохару Дудаеву от Павла Грачёва» молодых солдат российской армии, воюющих в Грозном.
- Актёр Владимир Стеклов сыграл роль командующего ВДВ Павла Грачёва в художественном фильме «Ельцин. Три дня в августе» (Россия, 2011 год).
- Намёк на Павла Грачёва[какой?] есть в сценке «Офицеры» программы «Городок»[источник не указан 750 дней].

## Семья и увлечения
С юности увлекался спортом: (любил футбол, волейбол и теннис), в 1968 году стал мастером спорта СССР по лыжным гонкам.
- Жена — Грачёва Любовь Алексеевна (1948—13.07.2018).
- Имел двух сыновей:
  - Сергей (1970—6.08.2014), офицер Вооружённых сил России, окончил то же училище ВДВ, что и его отец;
  - Валерий (род. 1975) — учился в Академии Федеральной службы безопасности Российской Федерации.
    - внук — Павел Грачёв (род. 2009),
    - внучка — Наталия[54].

## Награды
- Герой Советского Союза (5 мая 1988).
- Орден «За личное мужество» (октябрь 1993, «за мужество и отвагу, проявленные при пресечении вооружённой попытки государственного переворота 3—4 октября 1993 года»).
- Два ордена Ленина (25.05.1987, 05.05.1988).
- Орден Красного Знамени (24.08.1983).
- Орден Красной Звезды (06.04.1982).
- Орден «За службу Родине в Вооружённых Силах СССР» III степени (26.12.1990).
- Орден «Знак Почёта» (21.02.1974).
- Медали СССР и России.
- Два ордена Красного Знамени (Афганистан).
- Памятная юбилейная медаль «Манас-1000» (27 октября 1995 года, Кыргызстан) — за вклад в укрепление дружбы и сотрудничества между народами Кыргызской Республики и Российской Федерации[55].
- Почётный гражданин Еревана (1999)[56].
- Благодарность Президента Российской Федерации (14 августа 1995 года) — за активное участие в подготовке и проведении празднования 50-летия Победы в Великой Отечественной войне 1941—1945 годов[57].
- Почётный гражданин Тульской области (14 февраля 2013 года; посмертно) — за выдающиеся заслуги перед Российской Федерацией и Тульской областью, высокий личный авторитет, многолетний добросовестный труд, большой личный вклад в социально-экономическое развитие Тульской области[58][59].

## Комментарии
1. ↑  Назначен указом Президента СССР № УП-2449 от 23 августа 1991 года. Назначение подтверждено Президентом РСФСР только лишь спустя 2 месяца (29 октября 1991 года) указом № 164. В связи с этим, источники называют разные даты назначения[1][2].
2. ↑  В интервью газете «Аргументы и факты» Грачёв сказал, что родился на самом деле 26 декабря 1947 года и отмечал свой день рождения только 26 декабря. Родители изменили дату в документах, чтобы Павел мог на год позже пойти в армию[5].
3. ↑  14 февраля 1992 года решением Совета глав государств СНГ Министр обороны СССР маршал авиации Евгений Шапошников был назначен Главнокомандующим Объединёнными Вооружёнными Силами (ОВС) СНГ. В то же время нет опубликованных документов о назначении Грачёва первым заместителем Главкома ОВС СНГ[14] (к примеру на сайте Исполкома СНГ опубликовано решение Совета глав государств СНГ от 6 июля 1992 года о назначении генерал-полковника Бориса Пьянкова заместителем Главкома ОВС СНГ[15]).